# Montfleur
Montfleur és un municipi francès situat al departament del Jura i a la regió de Borgonya - Franc Comtat. L'any 2007 tenia 159 habitants.

## Demografia

### Població
El 2007 la població de fet de Montfleur era de 159 persones. Hi havia 78 famílies de les quals 26 eren unipersonals (11 homes vivint sols i 15 dones vivint soles), 34 parelles sense fills, 11 parelles amb fills i 7 famílies monoparentals amb fills.
La població ha evolucionat segons el següent gràfic:
Habitants censats

### Habitatges
El 2007 hi havia 152 habitatges, 77 eren l'habitatge principal de la família, 60 eren segones residències i 16 estaven desocupats. 136 eren cases i 14 eren apartaments. Dels 77 habitatges principals, 61 estaven ocupats pels seus propietaris, 14 estaven llogats i ocupats pels llogaters i 2 estaven cedits a títol gratuït; 2 tenien una cambra, 7 en tenien dues, 15 en tenien tres, 20 en tenien quatre i 34 en tenien cinc o més. 61 habitatges disposaven pel capbaix d'una plaça de pàrquing. A 34 habitatges hi havia un automòbil i a 36 n'hi havia dos o més.

### Piràmide de població
La piràmide de població per edats i sexe el 2009 era:
| Homes | Edats   | Dones |
| ----- | ------- | ----- |
| 0     | 95 o +  | 0     |
| 0     | 90 a 94 | 0     |
| 0     | 85 a 89 | 0     |
| 0     | 80 a 84 | 0     |
| 4     | 75 a 79 | 4     |
| 8     | 70 a 74 | 12    |
| 12    | 65 a 69 | 4     |
| 0     | 60 a 64 | 8     |
| 0     | 55 a 59 | 0     |
| 0     | 50 a 54 | 0     |
| 8     | 45 a 49 | 12    |
| 12    | 40 a 44 | 0     |
| 16    | 35 a 39 | 8     |
| 0     | 30 a 34 | 4     |
| 0     | 25 a 29 | 4     |
| 4     | 20 a 24 | 0     |
| 24    | 15 a 19 | 8     |
| 12    | 10 a 14 | 4     |
| 4     | 5 a 9   | 8     |
| 0     | 0 a 4   | 4     |

## Economia
El 2007 la població en edat de treballar era de 97 persones, 79 eren actives i 18 eren inactives. De les 79 persones actives 73 estaven ocupades (43 homes i 30 dones) i 6 estaven aturades (3 homes i 3 dones). De les 18 persones inactives 4 estaven jubilades, 7 estaven estudiant i 7 estaven classificades com a «altres inactius».

### Ingressos
El 2009 a Montfleur hi havia 80 unitats fiscals que integraven 169 persones, la mediana anual d'ingressos fiscals per persona era de 15.311 €.

### Activitats econòmiques
Dels 10 establiments que hi havia el 2007, 3 eren d'empreses de construcció, 2 d'empreses de comerç i reparació d'automòbils, 1 d'una empresa de transport, 1 d'una empresa d'hostatgeria i restauració, 1 d'una entitat de l'administració pública i 2 d'empreses classificades com a «altres activitats de serveis».
Dels 5 establiments de servei als particulars que hi havia el 2009, 3 eren paletes, 1 perruqueria i 1 restaurant.
L'any 2000 a Montfleur hi havia 8 explotacions agrícoles que ocupaven un total de 405 hectàrees.

## Poblacions més properes
El següent diagrama mostra les poblacions més properes.